# Herbert Lundgren
Herbert Lundgren, född 20 mars 1902 i Lundby församling, död 8 september 1977 i Brämaregårdens församling, var en svensk fotbollsspelare (högerback), som mellan 1924 och 1935 spelade 213 matcher i Gais och 12 A-landskamper.

## Karriär
Lundgren skrev tillsammans med klubbkamraten i Lundby IF, Gustaf Gustafsson, på för Gais inför den allsvenska premiärsäsongen 1924/1925. För övergången fick de två kronor var samt färjepolletter för att kunna resa över älven till träningar och matcher. De fick också löfte om att redan från början tillhöra A-laget, vilket också skedde. Lundgren har kallats Gais bästa högerback genom tiderna. Han var en hårdför back som var Gais trogen hela karriären, och vann allsvenskt guld med klubben tre gånger (1925, 1927 och 1931). Det sistnämnda räknas även som SM-guld.

## Eftermäle
Supporterklubben Gårdakvarnen delar sedan 1999 årligen ut "Herbert Lundgren-trofén" till en gaisare som utmärkt sig genom att visa det största Gaishjärtat.
Lundgrens bror, Helmer Lundgren, spelade för Gais senare på 1930-talet, och hans son, Sten Lundgren, spelade för IFK Göteborg på 1950-talet.